# Encuentro y Fiesta Nacional de Colectividades

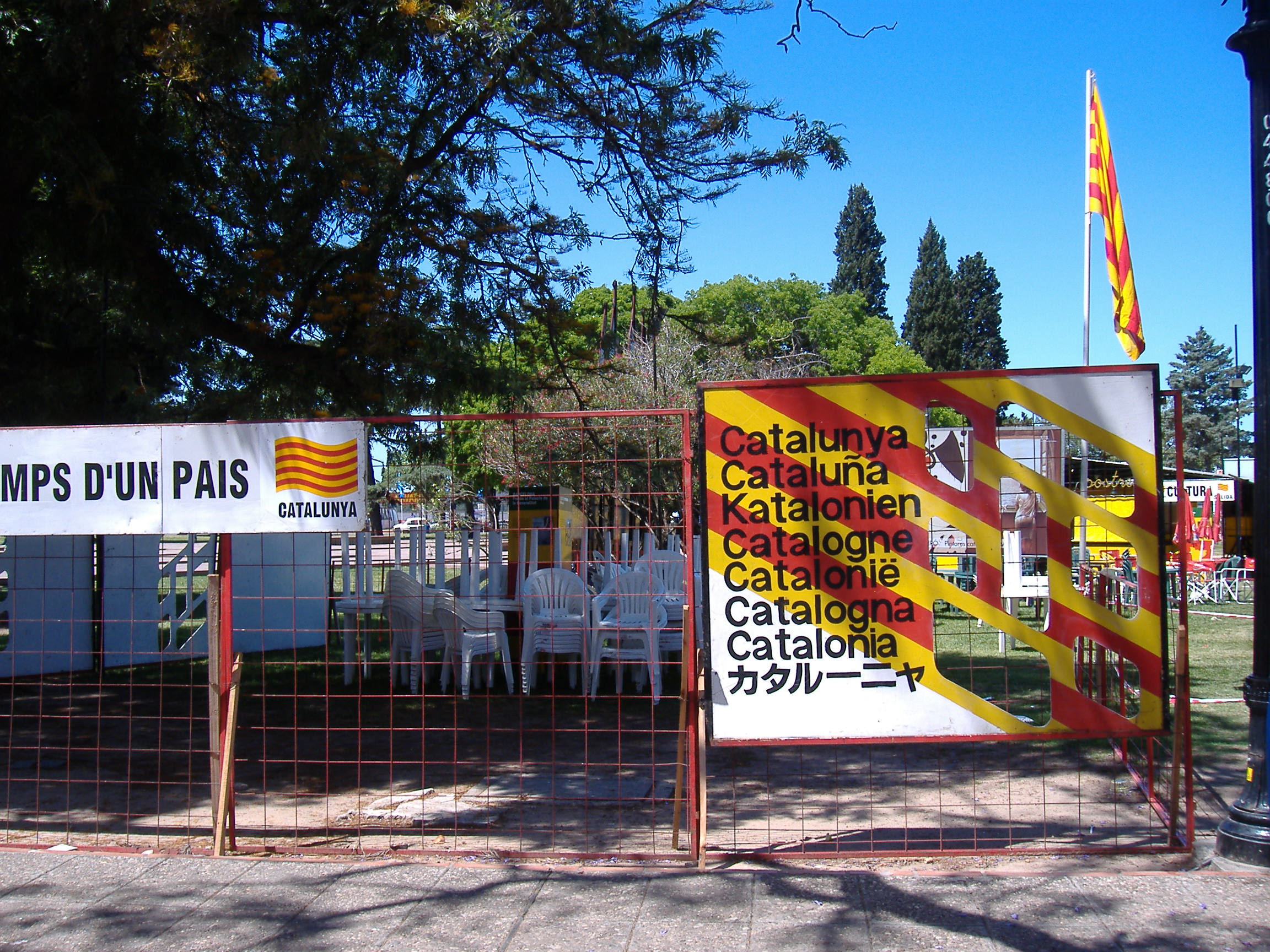
Cataluña en la Colectividades 2006.

El Encuentro y Fiesta Nacional de Colectividades es un evento multicultural celebrado anualmente en Rosario, Provincia de Santa Fe, Argentina, desde 1985. Iniciado por un puñado de asociaciones, con el tiempo se formó la Asociación de Colectividades Extranjeras de Rosario (ACER) que junto con la Municipalidad de Rosario y el Ente Turístico (ETUR) son los principales organizadores.
El festival tiene entrada libre y gratuita. La fiesta es realizada por unas 50 asociaciones de colectividades de la ciudad de Rosario, de las cuales 38 a 40 participan con puestos completos y algunas con espacios solamente culturales o danzas. El espíritu y objetivo principal es que el encuentro muestre a los visitantes y espectadores las tradiciones de los numerosos y diversos colectivos de inmigrantes que se encuentran en la ciudad y/o el país.

## Historia
Esta Fiesta Nacional que en sus inicios se llamaba solamente "Encuentro de Colectividades Extranjeras" reúne en un predio de diez hectáreas una muestra de la diversidad cultural que dio origen y desarrollo a Rosario. Son numerosas las comunidades de inmigrantes que viven en Rosario y la región y han fundado Asociaciones, Centros, Clubes, con el objetivo de mantener vivas sus tradiciones, su lengua, y costumbres típicas sobre todo la gastronomía la música y las danzas folklóricas de sus respectivos países o regiones representadas.
En el primer encuentro en 1985, contaba con diez stands, donde participaron 22 colectividades y el evento duró tan solo tres días.
El evento se lleva a cabo a mitad de primavera austral (los primeros días de noviembre), aunque en 2004 se hizo en diciembre, debido al Tercer Congreso Internacional de la Lengua Española (realizado en Rosario a mitad de noviembre).
La Fiesta incluye habitualmente casi 40 amplios stands de colectividades extranjeras, y el sector de "Argentina" que contiene casi un centenar de pequeños puestos de representantes de los pueblos originarios, y pequeños emprendedores auspiciados por áreas gubernamentales.
Durante 28 años, la Fiesta fue creciendo hasta ocupar casi todo el espacio frente al monumento nacional a la Bandera. En 2013, una remodelación obligó a mover stands hacia el sur del gran parque, generando una nueva planimetría y un nuevo desafío para los organizadores. Esta vez habrá stands muy cerca de la Estación Fluvial de Rosario, y del predio de Canal 5 TV, espacio que nunca se había utilizado.
A pesar de pequeños grupos que critican a las clases populares y medias que concurren, la fiesta nunca paró de crecer y ocupar el Parque Nacional a la Bandera, un gran espacio abierto en la costa del río Paraná, frente al histórico Monumento a la Bandera.
En 2020, tras la pandemia por COVID-19 la modalidad de la feria sufrió cambios para resguardar la salud de los ciudadanos. En esta edición se puede degustar los platos y bebidas, de una forma para llevar o de envío a domicilio, las manifestaciones culturales de los participantes se realizaron de manera virtual.
Para el 2022, regresó la feria de forma presencial en el Parque del Monumento Nacional a la Bandera, con la baja de la colectividad de Japón.
En 2023, se incorporó la colectividad de Venezuela de forma presencial a la festividad. 

## Características

### Comidas, danzas y exhibición cultural
Casi todos los stands ofrecen comidas y bebidas típicas, y amplios sectores con mesas y sillas. Muchos stands tienen sus propios escenarios donde sus grupos de baile ofrecen shows gratuitos exhibiendo música y danzas típicas. Cada stand está obligado a mantener un 30% de la superficie destinada a exhibición cultural, por lo que se pueden apreciar trajes típicos, objetos antiguos, esculturas, muchas imágenes, banderas, y no faltan las proyecciones en pantalla gigante o televisores mostrando filmaciones de los países y regiones representadas. Muchas veces es ese el sector donde el visitante puede disfrutar más tranquilo de alguna bebida espirituosa o postre típico.

### Escenario central o principal
La fiesta tiene un gran escenario central donde van actuando noche a noche las agrupaciones con sus trajes típicos. Cada una tiene de 15 a 20 minutos de actuación para lucir su música, sus danzas, cantos y destrezas. También en ese escenario se realizan los actos oficiales de apertura, entrega de reconocimientos y el cierre. Anteriormente, la inauguración de la Fiesta incluía un gran show de fuegos artificiales que anunciaba a todos el comienzo de "La Fiesta de la Ciudad", que es la mayor de Argentina y una de las más grandes del continente americano.

### Asistentes
Esta fiesta atrae multitudes. El promedio anual de visitantes no baja de 750.000[cita requerida] y en varias ediciones se superó el millón de asistentes. El final de fiesta también incluye el tradicional saludo de las banderas y otro show de fuegos artificiales que invita para reencontrarse el año siguiente. El final es en día Domingo y esta última noche suele desbordar de público.

### Turismo
Desde la apertura del Puente Rosario-Victoria se recibe mucho más público de la provincia de Entre Ríos. Con los años la mayor popularidad demandó una organización cada vez más compleja y a partir de la edición 2005 la municipalidad gestionó notables mejoras en la seguridad del evento. Ese año 2005 se apreció que a pesar de que el público asistente global superó el millón de participantes, todo salió bien en la circulación y control interno del predio. Iguales circunstancias se vivieron en las ediciones siguientes.

### Stand Argentina
Este presenta un escenario amplio y cuenta con comidas tradicionales de todo el país.

## Colectividades
Algunas colectividades presentes en el evento:
- Centre Català de Rosario.
- Asociación Civil Hogar Checoslovaco Rosario.
- Asociación Civil de Venezolanos en Rosario.
- Israel.
- Asociación Civil y Cultural Ucraniana de Rosario “23 de Agosto”.
- Círculo Cultural Argentino Alemán.
- Unión de Países de África del Oeste Asociación Civil.
- Biblioteca Cultural Rusa "Alejandro Pushkin".
- Centro Cultural Argentino Iraquí.
- Asociación Civil de Tanzania en Rosario.

- Sociedad Polonesa “Federico Chopin”,
- Centro Cultural Argentino Yemení,
- Sei Italia (Asociación Familia Abruzzesa)
- Asociación Regional Italiana Familia Veneta, Familia Basilicata, Centro Toscano y Familia Molisana,
- Círculo Sardo de Rosario,
- Asociación "La Colectividad Helénica" de Rosario,
- Centro Cultural Croata,
- Casa Paraguaya de Rosario,
- Asociación Italiana Alcara Li Fusi,
- Asociación Familia Calabresa,

- Colectividad Iraní de Rosario,
- Centro Gallego,
- Asociación Católica San Patricio,
- Centro Asturiano de Rosario,
- Club Social Argentino Sirio,
- Casa Balear de Rosario,
- Centro Cubano Cultural y Social,
- Centro Vasco Zazpirak - Bat de Rosario,
- Sociedad Libanesa,
- Centro Navarro Rosario,

- Centro Castilla y León,
- Casa de Austria,
- Asociación Eslovena Triglav Rosario,
- Centro de Amistad Argentino Palestino,
- Asociación Rincón Murciano Rosario,
- Centro Laziale de Rosario,
- Centro Cultural Peruano de Rosario,
- Asociación Civil Familia Marchigiana,
- Club Argentino Brasileño,
- Asociación Africana de Rosario,
- Centro Riojano Español.

- Casa Suiza
- Centro Cántabro
- Centro Madrileño
- Centro Valenciano
- Agrupación Andaluza de Rosario
- Centro Multicultural Lucano de Rosario
- Centro Cultural Molisano
- Alianza Francesa Rosario
- Centro Canario
- Club Lituano Rosario
- Asociación Japonesa de Rosario
- Asociación Casa Siciliana Rosario.

## Leyenda
Desde 2011, siempre ha habido algún incidente que ha causado la suspensión del evento, ya sea por lluvia o por motivos ajenos, como paros municipales. Estas interrupciones podían durar algunos días o incluso llevar a la cancelación total del evento. Sin embargo, en 2024 no se registró ningún evento meteorológico que provocara suspensiones.Los locales se referían a una maldición que recaía en el evento conjurado por los gitanos.Este mito surge por el año 2004, donde no se le permitió la participación de la comunidad gitana, dando una serie de incidentes meteorológicos los años siguientes.

## Festividades similares en Argentina
En la localidad de Alta Gracia, Provincia de Córdoba, Argentina celebran el Encuentro Anual de Colectividadesdesde 1988,[cita requerida] con motivo de celebrarse el cuarto centenario de la Estancia de Alta Gracia, desde la Sub Comisión de Fiestas, creada especialmente para organizar los festejos de esa fecha, se solicita a los inmigrantes o hijos de ellos radicados en la ciudad que colaboren en los festejos. El objetivo principal, por ese entonces, era rendir homenaje a la ciudad que tan bien había recibido a todos aquellos inmigrantes. El evento transcurre entre los últimos días de enero y los primeros de febrero.[cita requerida]